# Zarafasaura
Zarafasaura oceanis
Genre
Espèce
Zarafasaura est un genre fossile de reptiles marins de la famille des élasmosauridés (ordre des plésiosauriens).
Il vivait tout à la fin du Crétacé supérieur et a été découvert dans les sédiments phosphatés du Maroc du bassin minier d'Ouled Abdoun près de la ville de Khouribga (région de Chaouia-Ouardigha).
Une seule espèce est rattachée au genre, Zarafasaura oceanis.

## Historique
Le genre Zarafasaura et l'espèce Zarafasaura oceanis ont été décrits en 2011 par Peggy Vincent (d), Nathalie Bardet (d), Xabier Pereda-Suberbiola (d), Baâdi Bouya (d), Mbarek Amaghzaz (d) et Saïd Meslouh (d),,.

### Datation
La partie supérieure du niveau géologique C II (Couche III) des couches à Plésiosaures dans lesquelles les fossiles de Zarafasaura oceanis ont été découverts, est datée de la fin du Maastrichtien, dernier étage du Crétacé supérieur, soit il y a environ 67 Ma (millions d'années), c’est-à-dire seulement un million d'années avant l'extinction massive Crétacé-Tertiaire qui a entraîné, entre autres, la disparition des plésiosauriens.
Zarafasaura oceanis est ainsi une des dernières espèces de plésiosauriens connue. La diversité et l'abondance des élasmosaures dans le monde tout à la fin du Crétacé tendent à démontrer que ceux-ci n'étaient pas en voie d'extinction et que leur disparition lors de la grande crise biologique de la limite Crétacé-Tertiaire, tout comme celle des mosasaures avec qui ils cohabitaient, fut plutôt soudaine.

### Étymologie
Le nom générique Zarafasaura est constitué de l'arabe zarafa (زرافة) qui a donné « girafe » en français via l'italien « giraffa », en référence au surnom donné par les habitants de la région aux fossiles à long cou de plésiosaures trouvés dans les phosphates, et du grec ancien sauros (σαυρος) « lézard ».
Le nom fait aussi référence à "Zarafa", la girafe offerte à Charles X par Méhémet Ali, première girafe vivante arrivée en France en 1826.

## Description

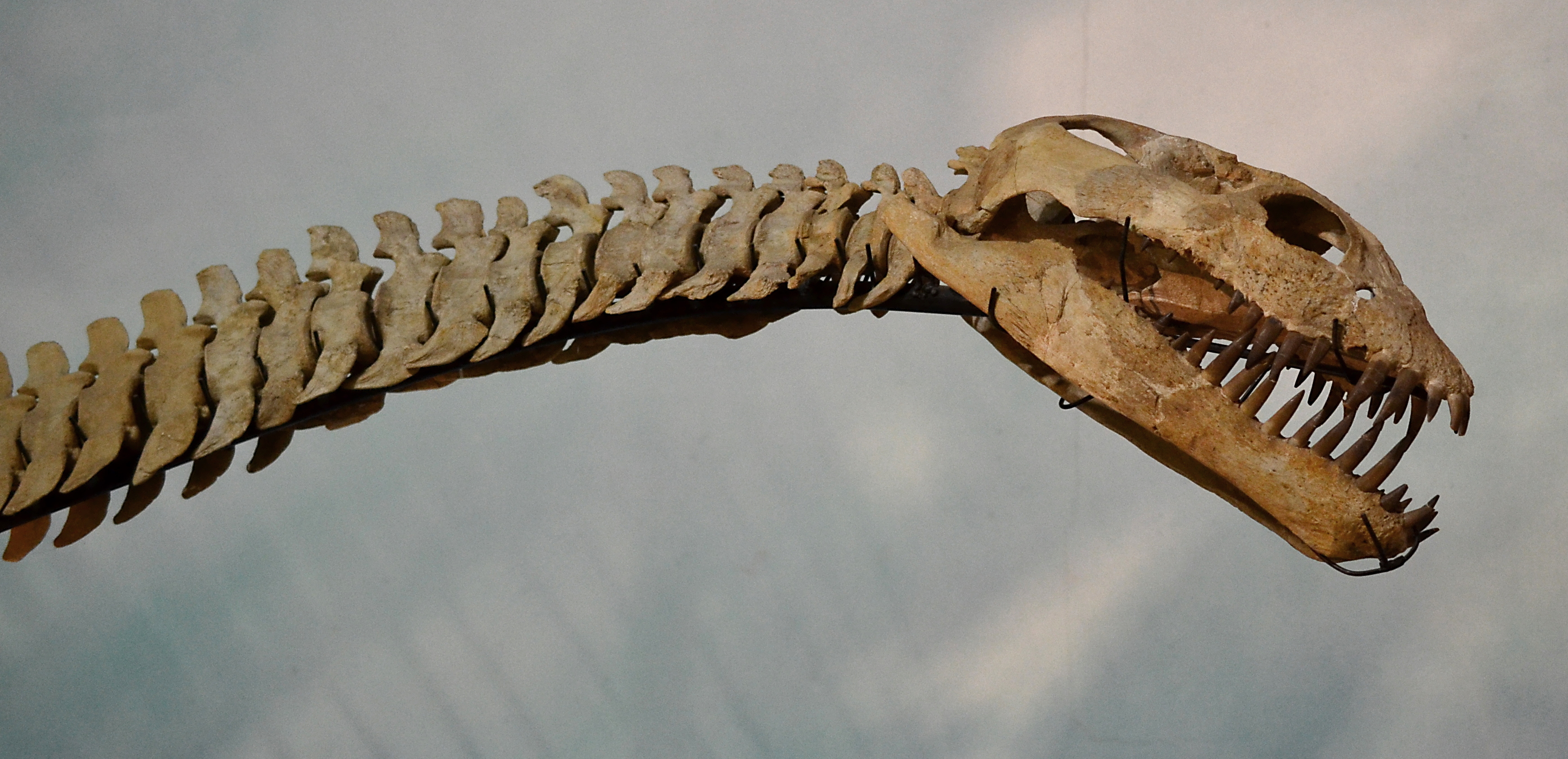
Reconstitution du cou et du crâne de Zarafasaura oceanis au Wyoming Dinosaur Center (États-Unis).

Comme tous les Plesiosauroidea (les plésiosaures "vrais"), Zarafasaura oceanis possédait un très long cou.
Les restes osseux de l'holotype ne sont constitués que d’un crâne et de sa mandibule associée. La longueur totale de l'animal a été estimée à 7 mètres.
Des os post-crâniens ont été découverts plus tard,. Leur attribution au genre Zarafasaura est probable, mais ils pourraient appartenir à une autre espèce. Sur le même site, un autre squelette uniquement post-crânien a été décrit en 2013 par Dean R. Lomax et William R. Wahl. En l'absence de crâne, les auteurs ne l'attribuent pas formellement au genre Zarafasaura. Ils estiment la longueur de cet élasmosauridé à 4 mètres.
Comme les autres Elasmosauridae, il se nourrissait essentiellement de poissons et de céphalopodes.

### Publication originale
- [2011] (en) Peggy Vincent, Nathalie Bardet, Xabier Pereda Suberbiola, Baâdi Bouya, Mbarek Amaghzaz et Saïd Meslouh, « Zarafasaura oceanis, a new elasmosaurid (Reptilia: Sauropterygia) from the Maastrichtian Phosphates of Morocco and the palaeobiogeography of latest Cretaceous plesiosaurs », Gondwana Research, vol. 19, no 4,‎ 2011, p. 1062–1073 (DOI 10.1016/j.gr.2010.10.005, lire en ligne).